# The Black Mirror 2
The Black Mirror 2 (укр. Чорне дзеркало 2) — пригодницька відеогра, розроблена німецькою компанією Cranberry Productions та видана Anaconda Games 25 вересня 2009 року. Локалізація на російську мову була здійснена Lazy Games і новим диском Новим Диском 25 березня 2010 року. Вийшли два продовження: "Чорне дзеркало II: Панування зла і Чорне дзеркало III: Останній страх, були випущені. Крім того, 28 листопада 2017 року вийшло перезавантаження під назвою "Чорне дзеркало".

## Сюжет
Дії у грі відбуваються через 12 років після подій у першій частині. Деррен Майклс, студент коледжу, під час канікул працює на дуже неприємну людину на ім'я Фуллер. Деррен знайомиться з дівчиною Анжеліною та дізнається, що її переслідує невідомий чоловік. Герої дізнаються про таємниче та страшноме місце Віллоу-крик, де 12 років тому психопат-вбивця Семюель Гордон вбив п'ятьох людей.

## Оцінки та нагороди
| Видання          | Оцінка |
| ---------------- | ------ |
| Adventure Gamers | [ 5 ]  |

- На сайті Metacritic гра має загальну оцінку 71 зі 100, зроблену на основі 14 рецензій, сім з яких були позитивними, шість — змішаними, а одна — негативною.[6]

- Кирило Волошин у огляді гри в журналі Ігроманія пише:

|  | Чехам якось дивно не щастить на видавців. Сиквел атмосферного чеського жахастика The Black Mirror повторив долю військово-польового шутера Operation Flashpoint: власники бренду відібрав у розробників права на створену ними гру і віддав їх у руки зовсім незнайомим людям. У результаті з Operation Flashpoint 2 і The Black Mirror 2 вийшли непогані ігри, які, проте, мають до оригіналу приблизно таке ж відношення, як голлівудський «Дзвінок» — до японського. |

## Системні вимоги
- Операційна система Microsoft Windows ® XP/Vista
- Процесор Pentium 4 1,5 Ггц або аналогічний Athlon ® XP
- 512 МБ оперативної пам'яті (1 ГБ для Windows Vista)
- 6 ГБ вільного місця на жорсткому диску
- 3D-відеоадаптер з пам'яттю 256 МБ, сумісний з DirectX 9.0c (GeForce FX 6600 або Radeon X1300)
- Звуковий пристрій, сумісний з DirectX 9.0с
- DirectX ® 9.0с
- Пристрій для читання DVD-дисків